# Glaskörpermembran
Die Glaskörpermembran (auch Membrana hyaloidea) ist eine aus Kollagenfasern bestehende Grenzschicht, welche den Glaskörper des Auges von der Retina, der Linse und dem Ziliarkörper abgrenzt und fest mit diesen verbindet.

## Anatomie
Anatomisch gesehen lässt sich die Membran in zwei Teile untergliedern.
Die posteriore Membran grenzt das Glaskörpergewebe nach dorsal hin von der Retina ab. Die anteriore Mebran bildet die ventrale Grenzschicht des Glaskörpers hin zur Linse. Die Berührungsfläche zwischen Glaskörper und Linse wird als Fossa patellaris bezeichnet und entspricht dem Abdruck der posterioren Linsenfläche.
Bernal et al. beschreiben die Membran folgendermaßen: "Eine empfindliche Struktur in Form einer dünnen Schicht, die von der Pars Plana zur posterioren Linse verläuft, wo es an den posterioren Zonulefasern durch das Weigert-Band (auch als Eggersche Linie bezeichnet) befestigt wird".

## Histologie
Die Membran besteht unter anderem aus Kollagenfasern.